# مادربزرگ‌ها
مادربزرگ‌ها (انگلیسی: Nonnas) یک فیلم درام کمدی و زندگینامه‌ای آمریکایی محصول سال ۲۰۲۵ به کارگردانی استیون شباسکی، نویسندگی لیز مکی و با بازی وینس وان، لورین براکو، تالیا شایر، برندا واکارو به همراه لیندا کاردلینی و سوزان ساراندون است. این فیلم بر اساس زندگی جو اسکاراولا، صاحب رستوران انوتکا ماریا در استتن آیلند (نیویورک سیتی) ساخته شده است که با افتتاح یک رستوران ایتالیایی با سرآشپزهای واقعی، همه چیز را برای بزرگداشت مادر محبوب و تازه فوت شده‌اش به خطر می‌اندازد.
این فیلم که محصول مشترک Fifth Season، Scott Budnick، آد لات اینترتیمنت و Matador Content است است و در ۹ مه ۲۰۲۵ از نتفلیکس منتشر شد و عمدتاً نقدهای مثبتی دریافت کرد. از آنجایی که این فیلم در هفته‌ای که روز مادر ایالات متحده در آن قرار داشت اکران شد، به رتبه اول در این کشور رسید.

## داستان
جو اسکاراولا در حالی که سوگوار درگذشت مادرش است، خاطرات دوران کودکی‌اش در بروکلین دهه ۱۹۷۰ را مرور می‌کند، زمانی که مادرش ماریا (کیت ایستمن) و مادربزرگش (کارن جوردانو) در آشپزخانه مشغول آشپزی برای دوستان و خانواده بودند. او به یاد می‌آورد که آنها به او چه چیزهایی یاد داده‌اند و تمام غذاهایی را که آنها درست می‌کردند را از خاطر می‌گذراند، هرچند نمی‌تواند راز تهیه سس گوجه‌فرنگی مادربزرگش را دقیقاً به خاطر بیاورد.
برون بهترین دوست جو و همسرش استلا، سر شام نگرانی خود را نسبت به او ابراز می‌کنند و او را تشویق می‌کنند که از پول بیمه عمر مادرش برای انجام کاری خوب برای خودش استفاده کند. جو از یک بازار روباز در جزیره استتن که قبلاً با مادر و مادربزرگش به آنجا می‌رفت، بازدید می‌کند. در آنجا او به اولیویا، عشق دوران دبیرستانش، و آنتونلا همسایه‌اش که با او خرید می‌کند، برمی‌خورد. پس از دیدن یک رستوران تعطیل شده، او تصمیم می‌گیرد که در آنجا رستورانی باز کند و آن را به نام مادرش انوتکا ماریا بنامد و ویژگی اصلی آن این است که آشپزخانه توسط افراد غیر حرفه‌ای اداره می‌شود تا غذاها یادآور دوران کودکی افراد باشد.
جو با وجود مقاومت مردم محلی استتن آیلند، نقشه خود را پیش می‌برد. او از برونو به عنوان پیمانکار کمک می‌گیرد و فضا را به یک رستوران ایتالیایی کلاسیک تبدیل می‌کند. در همین حال، او آنتونلا و روبرتا بهترین دوست مادرش و جیا آرایشگر سابق مادرش و ترزا یک متقاضی حضوری را استخدام می‌کند. این دو نفر که در ابتدا پیشینه‌های کمی متفاوتی دارند، با هم درگیر می‌شوند، اما پس از اینکه گیا آنها را به یک جلسه خصوصی در سالن خود دعوت می‌کند، این دو زن با هم ارتباط برقرار کرده و دوست می‌شوند.
در حالی که مادربزرگ‌ها در حال تهیه منو هستند، روبرتا درست قبل از رسیدن بازرس به‌طور تصادفی در آشپزخانه آتش‌سوزی ایجاد می‌کند. بازرس به دلیل خسارات ناشی از آتش‌سوزی، رستوران را از ادامه فعالیت بازمی‌دارد و به جو می‌گوید که ممکن است یک سال طول بکشد تا بتواند بازرسی دیگری ترتیب دهد، این اتفاق منجر به درگیری بین جو و برونو می‌شود که در نهایت جو، برونو را از رستوران بیرون می‌اندازد.
جو بعداً برای عذرخواهی می‌رود و متوجه می‌شود که برونو با فروش ماشین گران‌قیمتش که از پدرش به ارث برده بود، هزینه‌های خودش را تأمین کرده است. در نهایت با عذرخواهی دوباره با هم آشتی می‌کنند. اولیویا، وکیل بازرس را پیدا می‌کند و متوجه می‌شود که او سابقه‌ی اعمال غیراخلاقی دارد برای همین او را مجبور می‌کند فوراً بازرسی دیگری انجام دهد. بازرس هم برای اینکه آن‌ها از سابقه او باخبر شده‌اند این بازرسی را دوباره انجام داده و مجوز فعالیت دوباره را صادر می‌کند.
در شب افتتاحیه، رعد و برق شدیدی منطقه را در بر می‌گیرد و به جز برونو و استلا هیچ کس دیگری به رستوران نمی‌آید. آنتونلا بعداً متوجه می‌شود که یکی از فروشندگان اصلی بازار علیه رستوران صحبت کرده و به کسب و کار ضعیف آن دامن زده است. جو سعی می‌کند با دعوت از ادوارد دورانت (تیستر غذا) برای تست کردن غذا ها و اظهار نظر او درباره کیفیت آن، اوضاع را بهتر کند، اما او این پیشنهاد را رد می‌کند و می‌گوید که فقط رستوران‌های شیک منهتن را پوشش می‌دهد.
جو پس از هفته‌ها بی‌کاری، با اکراه تصمیم می‌گیرد که رستوران را تعطیل کند. به عنوان تشکر و خداحافظی، او یک مهمانی شام برای دوستان و همکاران برگزار می‌کند؛ در آن مجلس او همه مهمانان را تحت تأثیر قرار می‌دهد. او سرانجام تصمیم می‌گیرد پاکتی را که مادربزرگش برایش گذاشته و از زمان فوتش از آن اجتناب می‌کرده، باز کند، در نهایت دستور پخت تمام غذاهای مادربزرگ و مادرش، از جمله سس گوجه‌فرنگی دست‌نیافتنی را پیدا می‌کند. جو به زندگی قدیمی خود بازمی‌گردد، و چند روز بعد برونو با مقاله‌ای نزد جو می‌آید که در آن نظر منتقدی نوشته شده بود که درباره رستوران جو نظر مثبت داده بود. این کار منجر به افزایش شدید فروش می‌شود. رستوران در نهایت موفق می‌شود و به جو اجازه می‌دهد ماشین برونو را دوباره بخرد. اولیویا و جو نیز رابطه‌ای را آغاز می‌کنند.
در طول تیتراژ، صحنه‌هایی از رستوران واقعی انوتکا ماریا نشان داده می‌شود و اشاره می‌شود که این رستوران ۱۵ سال است که افتتاح شده و اکنون کارکنان آن از سراسر جهان هستند.

## بازیگران
- وینس وان در نقش جو
  - تئودور هلم در نقش جو جوان
- سوزان ساراندون در نقش جیا، آرایشگر مادر جو
- لورین براکو در نقش روبرتا، بهترین دوست مادر جو
  - دی روسیولی در نقش روبرتا جوان
- تالیا شایر در نقش ترزا، متقاضی شغل سرآشپزی غیرحرفه‌ای
- لیندا کاردلینی در نقش اولیویا، عشق دبیرستانی جو
- برندا واکارو در نقش آنتونلا، همسایه اولیویا
- جو منگنیلو در نقش برونو، بهترین دوست جو
  - جک کیسی در نقش برونوی جوان
- دریا دِ ماتیو در نقش استلا، همسر برونو
- مایکل ریسپولی در نقش آل، فروشنده غذای خیابانی
- کمپبل اسکات در نقش ادوارد دورانت، منتقد غذایی روزنامه
- ریچی موریارتی در نقش دن مک‌کلین، رئیس جو در شغل قدیمی‌اش
- تامی پسکاتلی در نقش پسرعمو تامی

جو اسکاراولای واقعی در نقشی ناشناس به عنوان مهمان در رستوران انوتکا ماریا حضوری کوتاهی دارد. او در کنار پسرعمو تامی در سکانسی ظاهر می‌شود.

## تاریخ تولید و انتشار
فیلم مادربزرگ‌ها بر اساس زندگی جو اسکاراولا صاحب رستوران «انوتکا ماریا» در جزیره استتن ساخته شده است، جایی که مادربزرگ‌ها (نوناها) برای کار به عنوان سرآشپز دعوت می‌شوند. شرکت‌های تولیدی مدیسون ولز و ماتادور کانتنت حق اشتراک زندگی جو اسکاراولا از او خریداری کرده و این پروژه را با فیلمنامه‌نویس لیز مکی توسعه داده‌اند.
فیلمبرداری از ماه مه تا ژوئن ۲۰۲۳ در مکان‌های مختلفی در نیوجرسی، از جمله جرزی سیتی، هابوکن، بایون، پترسون، لیندن، الیزابت و ادیسون انجام شد.

## آرا و نظرات
در یک نقد عمدتاً مثبت  گاردین به فیلم سه ستاره داد و گفت که سطح فیلم از فیلم اشتیاق دودن بوفان پایین‌تر است، اما صداقت بی‌پرده‌اش که باعث می‌شود به راحتی هضم شود را ستود. راجرایبرت.کام به فیلم سه ستاره از چهار ستاره داد و گفت: «این یک فیلم با پرستیژ نیست؛ این نوعی داستان است که به ما یادآوری می‌کند که می‌توانیم از طریق ارتباط با گذشته و یکدیگر التیام یابیم.»